# Roger de La Fresnaye
Roger de La Fresnaye (ur. 11 lipca 1885 w Le Mans, zm. 27 listopada 1925 w Grasse) – francuski malarz.
Uczęszczał do prywatnej szkoły malarskiej Académie Julian w Paryżu. Początkowa jego twórczość była inspirowana stylem nabistów, potem stał się przedstawicielem kubizmu. W 1911 roku na Salonie Niezależnych zaproponował złagodzoną wersję kubizmu (à la française), widoczną głównie w jego pejzażach. Pod koniec życia porzucił kubizm i tworzył dzieła przypominające malarstwo metafizyczne.

## Wybrane dzieła
- Artyleria, 1911